# Ťiang-chuaj
Ťiang-chuaj (čínsky pchin-jinem Jiānghuái, znaky 江淮) je geografický region ve východní Číně, konkrétně v oblasti Jang-c’-ťiang („Ťiang-“) a Chuaj-che („-chuaj“). V užším slova smyslu přímo označuje území mezi horním tokem Chuaj-che a dolním tokem Jang-c’-ťiang, v moderních provinciích An-chuej, Ťiang-su, a části jižního Che-nanu, naopak v širším slova smyslu označuje území regionů Ťiang-nan a Chuaj-nan.